# علم النباتات الشعبي

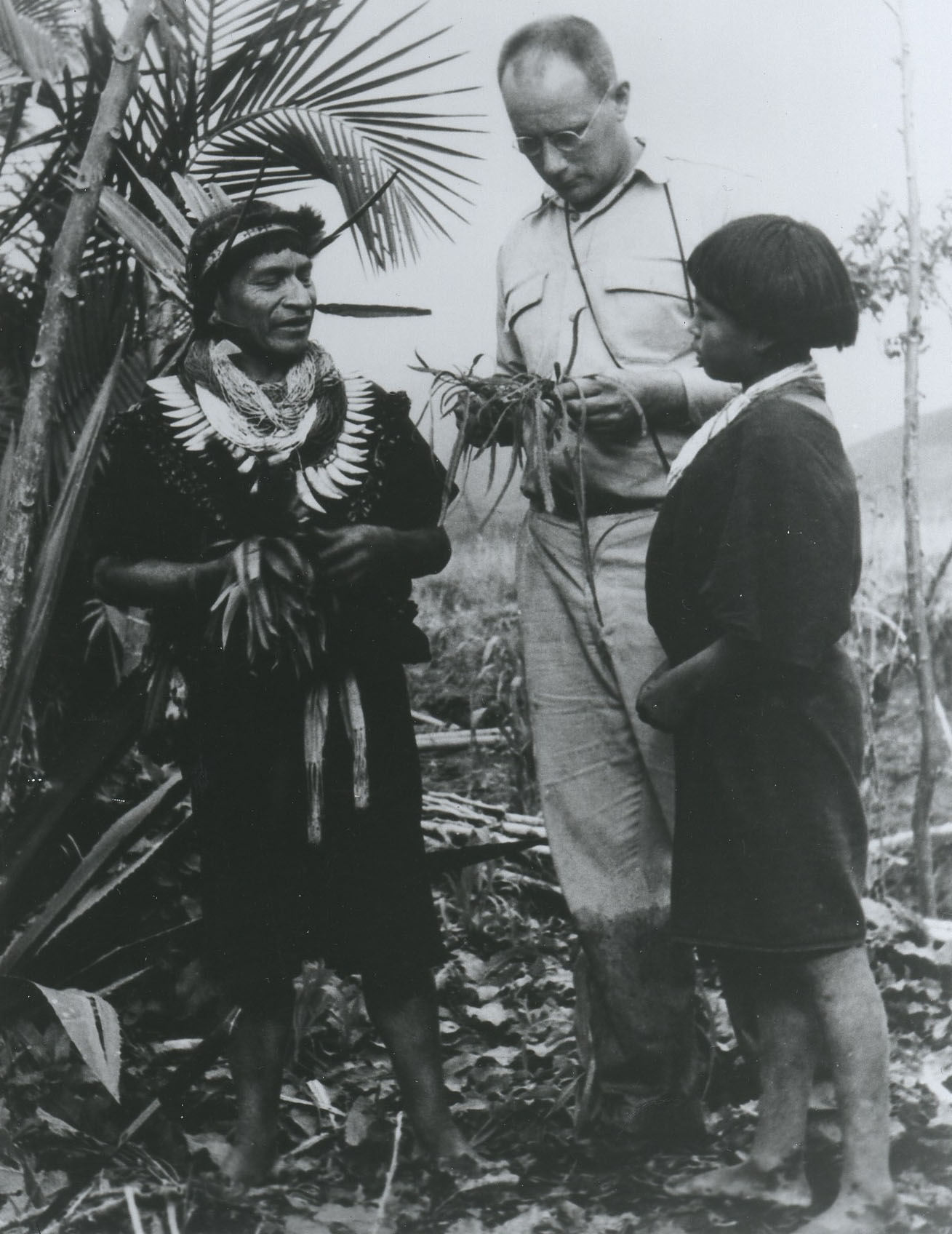
عالم النبات الأمريكي ريكارد شولتس (يعتبر أحد مؤسسي علم النبات الشعبي) في الأمازون سنة 1940م

علم النباتات الشعبي (بالفرنسية: Ethnobotanique)‏ هو علم يدرس علاقات الإنسان بالنباتات، ومجال دراسته فتح العديد من فروع البحث العلمي كعلم التجميل الشعبي (Ethnocosmétique).

## حقل الدراسة
يعود أول استعمال لكلمة "Ethnobotanique" لعالم النباتات الأمريكي جون ويليام هارشبارغر (John William Harshberger) والذي قال: «إنه لمن الأهمية بمكان دراسة هذه القبائل البدائية بعناية والتعرف على النباتات التي وجدتها مفيدة في حياتها الاقتصادية، بمنطلق أن بعض ما ثبت في حياتهم من الخصائص الجيدة لتلك النباتات قد يثبت أيضًا في حياتنا اليوم».
يتوسع حقل الدراسة في علم النباتات الشعبي ليشمل الفلسفات، المعتقدات، الأساطير، السحر، الديانات، الطلاسم والفنون والتقاليد الشعبية ويشمل أيضا البحث النباتات وتحديد مواضعها وتصنيفها (طبية، غذائية، تجميلية) وكذلك طرق قطفها واستعمالها وكل ذلك بالرجوع إلى الإثنيات الأصلية لتجميع كل المعلومات المذكورة سابقا. كما أن علم النباتات الشعبي يعتبر مفترق الطرق بين علم الأحياء وعلم النباتات وعلم الزراعة وعلم الوراثة وعلم الأعراق

## الأهداف
يشترك علم النباتات الشعبي في بعض أهدافه مع علم الإنسان الثقافي من جهة معرفة فهم الشعوب للعالم ومختلف علاقاتهم وطبيعتها مع بيئتاهم الأصلية. كما له أيضا تقاطعات علمية بالاشتراك في بعض الأهداف مع علم الصيدلة الشعبي وعلم الحيوان الشعبي وعلم الحشرات الشعبي وكلها تصب في البحث عن معارف الشعوب القديمة بالبيئة ومكوناتها من حيوان ونبات وطبيعة العلاقات التي تربطها بها.